# Goffredo II di Villehardouin
Goffredo II di Villehardouin (1195 circa – 1245) fu principe di Acaia.

## Biografia
Era il figlio primogenito di Goffredo I di Villehardouin al quale succedette nel titolo e nel governo del Principato di Acaia e fu riconosciuto come tale dall'imperatore di Costantinopoli Pietro II di Courtenay del quale sposò nel 1217 la figlia Agnese.
Seguendo la politica del padre, egli scontentò il clero latino riducendone l'attività ed i finanziamenti e per questo ebbe grosse difficoltà con il papa.
Con le tasse pagate dalla Chiesa costruì il castello di Cholomoutsi in Elide. Egli sostenne il clero ortodosso, che esonerò dal servizio militare e dall'imposizione fiscale.
I Cavalieri Teutonici ricevettero in dono da lui nel 1237 un ospedale ad Andravida.
Costituì una grossa flotta ed un esercito ed allorché Costantinopoli fu assediata da Giovanni III Dukas Vatazes, egli intervenne con sei navi, 100 cavalieri e 800 arcieri liberandola dall'assedio. Nell'occasione egli fornì all'Impero latino anche 22.000 hyperpyron (moneta corrente bizantina) ed in riconoscimento dei suoi servigi ricevette dall'imperatore la sovranità sul Mar Egeo, sull'Eubea e su varie località in Sterea Hellas.
Alla sua morte fu sepolto nella chiesa di San Giacomo, nella capitale Andravida, e gli succedette il fratello Guglielmo II di Villehardouin.